# Leonid Kannegiser
Leonid Kannegiser, ros. Леонид Иоакимович Каннегисер (ur. w marcu 1896 w Petersburgu, zm. w październiku 1918 tamże) − żydowsko-rosyjski poeta, zabójca Mojsieja Urickiego.

## Życiorys
Urodził się w rodzinie słynnego inżyniera i  największej rosyjskiej stoczni, Czernomorskiego sudostroitielnego zawoda w Mikołajowie (obecnie Ukraina), a po przeprowadzce do Petersburga, czołową postacią przemysłu metalurgicznego. Dzięki wysokiej pozycji ojca dorastał w wyjątkowo korzystnym środowisku społecznym, dostępnym wówczas jedynie nielicznym Żydom. Ukończył prywatne Gimnazjum Gurewicza, a w latach 1915–1917 studiował na Politechnice Petersburskiej. Podobnie jak ojciec był zaangażowany w życie gminy żydowskiej, należał też do żydowskiej organizacji studenckiej. Pisał wiersze pod wpływem Michaiła Kuzmina, przyjaźnił się z Siergiejem Jesieninem.
Rewolucję lutową w 1917 r. przyjął pozytywnie i został junkrem w Michajłowskiej Szkole Artylerii. Wkrótce został przewodniczącym Związku Socjalistycznych Junkrów. Po wybuchu rewolucji październikowej początkowo nie był do niej nastawiony wrogo, co zmieniło się po zawarciu traktatu brzeskiego. Bronił siedziby Rządu Tymczasowego. Latem 1918 r. Czeka aresztowała i straciła grupę kadetów i oficerów z otoczenia Kannegisera, w tym jego bliskiego przyjaciela, Wiktora Perelcwejga. W odwecie Kannegiser postanowił zabić szefa Czeka, Mojsieja Urickiego. 30 sierpnia 1918 dostał się do siedziby Czeka, gdzie po zjawieniu się Urickiego, zabił go strzałem w głowę. Jedynym świadkiem zdarzenia był odźwierny, jednak Kannegiser w zdenerwowaniu zostawił na miejscu swoją czapkę i zamiast wmieszać się w tłum, zaczął ucieczkę na rowerze, wciąż trzymając w dłoni rewolwer. W efekcie pościg nie miał problemu z szybkim go złapaniem. Wg oficjalnego protokołu z przesłuchania przyznał się do zabójstwa, jako rewanżu za śmierć swojego przyjaciela Perelcwejga.
Rozstrzelano go w Petersburgu w październiku 1918 r. (dokładna data nie jest znana).
Po schwytaniu Kannegisera władze bolszewickie aresztowały również jego rodzinę i znajomych. Rodzicom udało się uciec z RFSRR i do końca życia mieszkali w Warszawie.
Zabójstwo Urickiego, wraz z zamachem na Włodzimierza Lenina, który przeprowadziła Fanny Kapłan, stało się oficjalnym powodem rozpoczęcia przez bolszewików operacji „czerwonego terroru” 5 września 1918 roku.